# Cantonul Écommoy
Cantonul Écommoy este un canton din arondismentul Le Mans, departamentul Sarthe, regiunea Pays de la Loire, Franța.

## Comune
| Comune                 | Populație (1999) | Cod poștal | Cod INSEE |
| ---------------------- | ---------------- | ---------- | --------- |
| Brette-les-Pins        | ...              | 72250      | 72047     |
| Écommoy                | ...              | 72220      | 72124     |
| Laigné-en-Belin        | ...              | 72220      | 72155     |
| Marigné-Laillé         | ...              | 72220      | 72187     |
| Moncé-en-Belin         | ...              | 72230      | 72200     |
| Mulsanne               | ...              | 72230      | 72213     |
| Saint-Biez-en-Belin    | ...              | 72220      | 72268     |
| Saint-Gervais-en-Belin | ...              | 72220      | 72287     |
| Saint-Mars-d'Outillé   | ...              | 72220      | 72299     |
| Saint-Ouen-en-Belin    | ...              | 72220      | 72306     |
| Teloché                | ...              | 72220      | 72350     |